# استورتون کاندل
استورتون کاندل (به انگلیسی: Stourton Caundle) یک روستا و محله مدنی در بریتانیا است که در North Dorset واقع شده‌است. استورتون کاندل ۴۳۹ نفر جمعیت دارد.